# Euploea invitabilis
Euploea invitabilis är en fjärilsart som beskrevs av Hans Fruhstorfer 1910. Euploea invitabilis ingår i släktet Euploea och familjen praktfjärilar. Inga underarter finns listade i Catalogue of Life.